# Harris (Minnesota)
Harris è una città degli Stati Uniti d'America, situata in Minnesota, nella contea di Chisago.